# شهرستان سیسولسکی
شهرستان سیسولسکی (به لاتین: Sysolsky District) یک شهرستان در روسیه است که در جمهوری کومی واقع شده‌است.